# Газопереробні заводи родовища Ага-Джарі
Газопереробні заводи родовища Ага-Джарі — складові частини облаштування супергігантського нафтового родовища, розташованого в іранській провінції Хузестан.

## Загальний опис
Розробка Ага-Джарі почалась ще в 1940-му, а на початку 1970-х видобуток тут перевищив 1 млн барелів нафти на добу. Разом з такими обсягами нафти отримували багато попутного газу, котрий первісно повністю спалювали. Втім, саме на Ага-Джарі з'явився перший створений Іранським нафтовим консорціумом газопереробний завод, що здійснював вилучення з попутного газу зрідженого нафтового газу (пропан-бутанова фракція) та фракції С5+. При цьому за домовленістю з урядом Ірану зазначений консорціум (котрий належав іноземним нафтовим компаніям) мав право на реалізацію всіх видобутих рідких вуглеводнів, включаючи зазначені вище зріджені вуглеводневі гази (ЗВГ).
У підсумку на Ага-Джарі запустили три заводи з вилучення ЗВГ:
- NGL-100 (типове для іранської нафтогазової промисловості скорочення, де NGL означає Natural Gas Liquids, тобто «зріджені вуглеводневі гази»), котрий міг приймати 5,6 млн м3 на добу, з яких отримував 9,3 тисячі барелів ЗВГ та 5,3 млн м3 «легкого» газу;
- введений в дію у 1969-му NGL-200, котрий із 4,5 млн м3 на добу міг продукувати 7,4 тисячі барелів ЗВГ та 4,2 млн м3 «легкого» газу;
- запущений в тому ж 1969-му NGL-300, проєктні показники якого збігалися з NGL-100.
Таким чином, сукупна потужність всіх трьох заводів становила 26 тисяч барелів ЗВГ та майже 15 млн м3 «легкого» газу.
Виділений зріджений нафтовий газ спрямовували для розділення на установку фракціонування у Бендер-Махшахрі, а з 1989-го — також на установку фракціонування Марун. Що стосується «легкого» газу, то він передавався на газопереробний завод Бід-Боланд, де проходив інші стадії підготовки, необхідні для подачі у газотранспортну систему країни.
Станом на середину 2000-х видобуток на Ага-Джарі сильно скоротився та становив близько 0,2 млн барелів. При цьому планувалось для заміни всіх трьох названих вище заводів спорудити новий ГПЗ NGL-1800, що міг би вилучати ще одну важливу для нафтохімічної промисловості сировину — етан. Потужність NGL-1800 з прийому мала б становити 5,6 млн м3 на добу (з них 1,7 млн м3 за рахунок попутного газу родовищ Рамшир та Пазенан), чого мало бути достатньо для випуску 3,9 млн м3 метанової фракції та 30 тисяч барелів фракції С2+. Надалі цю суміш ЗВГ мали спрямовувати для розділення на новий завод з вилучення етану в Бендер-Махшахрі, котрий би замінив старий фракціонатор. Втім, станом на кінець 2010-х цей проєкт так і не реалізували, хоча він і далі вважається серед перспективних напрямів інвестицій.